# Sega Net Link

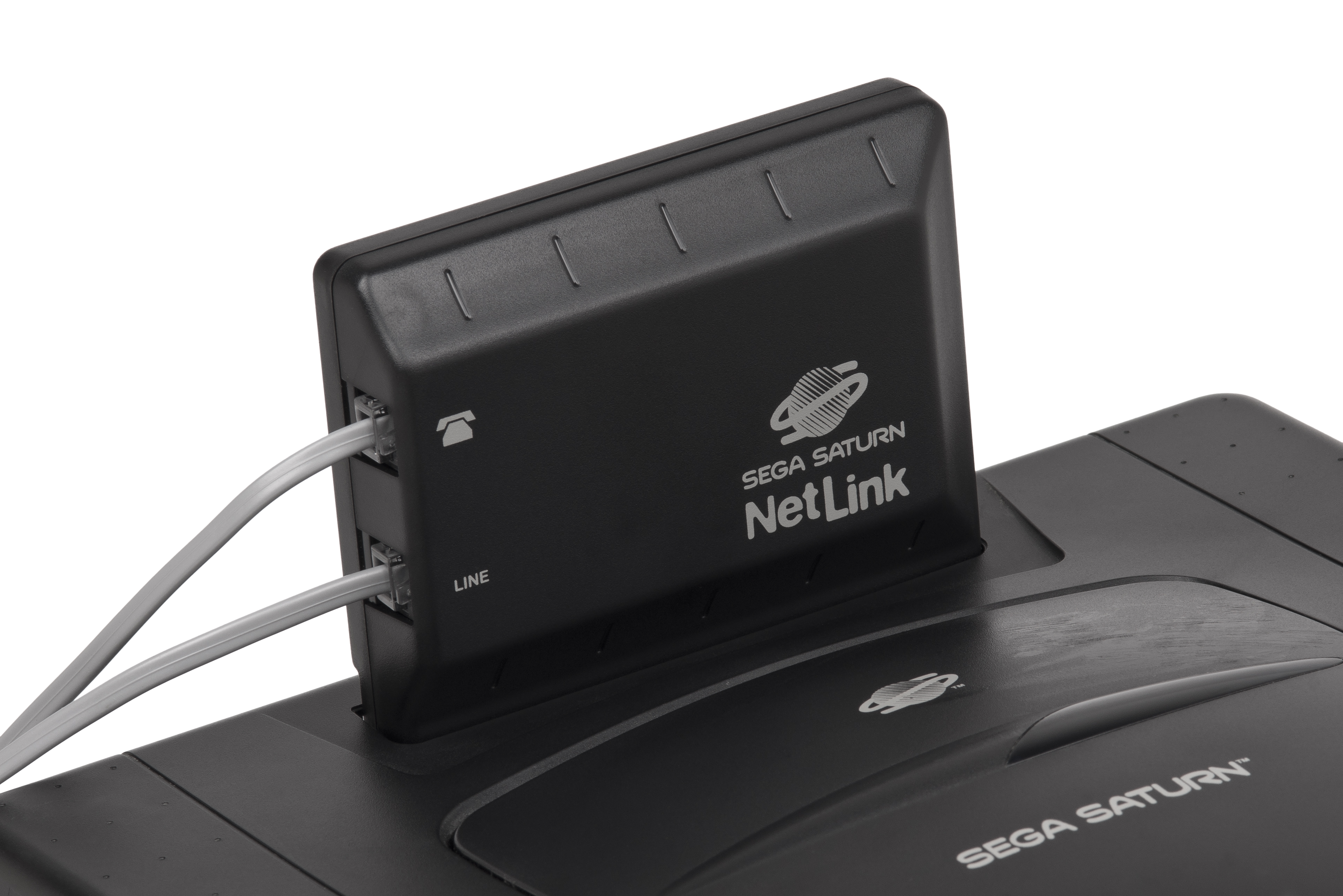
O Sega Saturn Net Link.

O Sega Saturn Net Link ou Sega Net Link é um acessório para o console Sega Saturn lançado em outubro de 1996 que permite acesso à internet pelo console.
O acessório se encaixa na porta de cartuchos e contém uma porta para conexão de cabo dial-up com modem 28.8 kbit/s, também vinha com um navegador de internet da Planetweb, Inc., em seu lançamento foi vendido por US$ 199,00. O serviço permitia somente jogatina entre dois jogadores, no Japão, os jogadores se conectavam à rede centralizada SegaNet, estima-se que aproximadamente 50 mil unidades tenham sido vendidas. Apenas cinco jogos foram compatíveis com o sistema: Daytona USA: Championship Circuit Edition, Duke Nukem 3D, Saturn Bomberman, Sega Rally e Virtual On.
O Sega Net Link era um modem para o Sega Saturn que permitia partidas online.